# Viburnum wurdackii
Viburnum wurdackii är en desmeknoppsväxtart som beskrevs av Theodore `Ted' Robert Dudley. Viburnum wurdackii ingår i släktet olvonsläktet, och familjen desmeknoppsväxter. Inga underarter finns listade i Catalogue of Life.